# Liste der Pfarren im Dekanat Wels
Das Dekanat Wels ist ein Dekanat der römisch-katholischen Diözese Linz.

## Pfarren mit Kirchengebäuden und Kapellen
| Pfarre               | Pfarrverband     | Ink.                     | Patrozinium             | Kirchengebäude und Kapellen                                                            | Bild                               |
| -------------------- | ---------------- | ------------------------ | ----------------------- | -------------------------------------------------------------------------------------- | ---------------------------------- |
| Bad Schallerbach     | Bad Schallerbach |                          | Hl. Maria von Lourdes   | Pfarrkirche Bad Schallerbach Filialkirche Hl. Magdalena, Filialkirche Schönau          | Pfarrkirche Bad Schallerbach       |
| Buchkirchen          | Marchtrenk       | Kremsmünster (OSB)       | Hl. Jakobus             | Pfarrkirche Buchkirchen Filialkirche Mistelbach                                        | Pfarrkirche Buchkirchen            |
| Gunskirchen          | Bad Schallerbach |                          | Hl. Martin              | Pfarrkirche Gunskirchen Filialkirche Maria Fallsbach, Filialkirche St. Peter Liedering | Pfarrkirche Gunskirchen            |
| Holzhausen           | Marchtrenk       |                          | Hl. Vitus               | Pfarrkirche Holzhausen                                                                 | Pfarrkirche Holzhausen             |
| Krenglbach           | Bad Schallerbach | Sankt Florian (CanReg)   | Hl. Stephanus           | Pfarrkirche Krenglbach                                                                 | Pfarrkirche Krenglbach             |
| Marchtrenk           | Marchtrenk       |                          | Hl. Stephanus           | Pfarrkirche Marchtrenk Alte Pfarrkirche Marchtrenk                                     |                                    |
| Pichl bei Wels       | Bad Schallerbach |                          | Hl. Martin              | Pfarrkirche Pichl bei Wels Filialkirche Unter-Irrach, Filialkirche Sulzbach            | Pfarrkirche Pichl bei Wels         |
| Wallern              | Bad Schallerbach | Sankt Florian (CanReg)   | Hl. Florian             | Pfarrkirche Wallern an der Trattnach                                                   | Pfarrkirche Wallern                |
| Wels-Heilige Familie | Wels-Stadt       |                          | Hl. Familie             | Pfarrkirche Wels-Heilige Familie                                                       | Pfarrkirche Wels, Heilige Familie  |
| Wels-Herz Jesu       | Wels-Stadt       | Steyler Missionare (SVD) | Hlgst. Herz Jesu        | Herz-Jesu-Kirche Kapelle im Bildungshaus Schloss Puchberg                              | Pfarrkirche Wels, Herz-Jesu-Kirche |
| Wels-St. Franziskus  | Wels-Stadt       |                          | Hl. Franz von Assisi    | Pfarrkirche Wels-St. Franziskus                                                        | Pfarrkirche Wels, St. Franziskus   |
| Wels-Pernau          | Wels-Stadt       |                          | Hl. Josef der Arbeiter  | Pfarrkirche Wels-Pernau                                                                | Pfarrkirche Wels – Pernau          |
| Wels-Lichtenegg      | Wels-Stadt       |                          | Hl. Stephanus           | Pfarrkirche Wels-Lichtenegg                                                            |                                    |
| Wels-Stadtpfarre     | Wels-Stadt       |                          | Hl. Johannes Evangelist | Stadtpfarrkirche Wels Filialkirche in der Vorstadt, Kalvarienbergkirche Wels           | Stadtpfarrkirche Wels              |

## Dekanat Wels
Das Dekanat umfasst 14 Pfarren.
Dechanten
- seit 2021 Peter Neuhuber